# Läckeby
Läckeby è una località (tätort) della Svezia di poco più che 1 600 abitanti, sita nel comune di Kalmar, 17 km a Nord del capoluogo di comune.

## Storia
La cittadina di Läckeby sorge lì dove si trovavano sin dal 1400 diversi villaggi appartenenti tutti al territorio della chiesa parrocchiale di Aby. Nel 1700, quando si verificò in tutta la Svezia un notevole incremento demografico, i piccoli villaggi erano diventati troppo piccoli e si assistette alla nascita di un agglomerato che sarebbe poi diventata la città di Läckeby. Nel 1897 fu costruita la linea ferroviaria "Kalmar–Berga Järnväg". Principale fonte di lavoro e centro di espansione del piccolo centro diventò quindi la stazione di Läckeby che dette il nuovo nome alla cittadina. Un'ulteriore fase di aumento demografico si ebbe negli anni 1930-40.

## Società

### Evoluzione demografica
Abitanti censiti